# 平壤市民证
平壤市民证是居住在平壤市的朝鲜民主主义人民共和国17岁以上公民的身份证明，由朝鲜民主主义人民共和国社会安全机关（相当于中华人民共和国公安机关）发给。
《朝鲜民主主义人民共和国公民登记法》规定，朝鲜社会安全机关对居住在平壤市的17岁以上的公民发给平壤市民证。
和公民证一样，申请平壤市民证也需要提交居住登记申请书，居住登记申请书应注明姓名、性别、出生日期、出生地、居住地等。。平壤市民证上注明居住在平壤的市民的姓名、性别、出生日期、民族、居住地、婚姻关系、血型等信息。